# Tournoi britannique de rugby à XV 1907
Navigation
Tournoi 1906 Tournoi 1908
Le vingt-cinquième tournoi britannique de rugby à XV 1907 (du 12 janvier au 16 mars 1907) est remporté par l'Écosse pour la neuvième fois.

## Classement
- Légende
J matches joués, V victoires, N matches nuls, D défaites
PP points marqués, PC points encaissés, Δ différence de points PP-PC
Pts points de classement : 2 points pour une victoire, 1 point en cas de match nul, rien pour une défaite
T Tenant du titre 1906.

| Rang | Nations            | J | V | N | D | PP | PC | Δ   | Pts |
| ---- | ------------------ | - | - | - | - | -- | -- | --- | --- |
| 1    | Écosse             | 3 | 3 | 0 | 0 | 29 | 9  | +20 | 6   |
| 2    | Pays de Galles (T) | 3 | 2 | 0 | 1 | 54 | 6  | +48 | 4   |
| 3    | Irlande (T)        | 3 | 1 | 0 | 2 | 20 | 53 | -33 | 2   |
| 4    | Angleterre         | 3 | 0 | 0 | 3 | 12 | 47 | -35 | 0   |

- Bien que deuxième, le pays de Galles a les meilleures attaque, défense et différence de points.

## Résultats
| 12 janvier 1907, St. Helen's, Swansea            | Pays de Galles | 22 - 0 | Angleterre     |
| 2 février 1907, Inverleith, Édimbourg            | Écosse         | 06 - 3 | Pays de Galles |
| 9 février 1907, Lansdowne Road, Dublin           | Irlande        | 17 - 9 | Angleterre     |
| 23 février 1907, Inverleith, Édimbourg           | Écosse         | 15 - 3 | Irlande        |
| 9 mars 1907, Arms Park, Cardiff                  | Pays de Galles | 29 - 0 | Irlande        |
| 16 mars 1907, Rectory Field, Blackheath, Londres | Angleterre     | 03 - 8 | Écosse         |